# Prostějov
Prostějov (tyska: Proßnitz) är en stad belägen i östra Tjeckien i distriktet Prostějov, regionen Olomouc. 1 januari 2016 hade staden 43 977 invånare.

## Personer från Prostějov
- Edmund Husserl (1859–1938), tysk filosof, fenomenologins fader.
- Paulina Porizkova (f. 1965), tjeckisk-svensk-amerikansk skådespelerska och fotomodell.